# Hoddesdon
Hoddesdon – miasto w Wielkiej Brytanii, w Anglii, w regionie East of England, w hrabstwie Hertfordshire. W 2001 r. miasto to zamieszkiwało 20 250 osób.

## Współpraca
Miejscowość partnerska:
- Dinant, Belgia